# متحف فسيفساء زيوغما

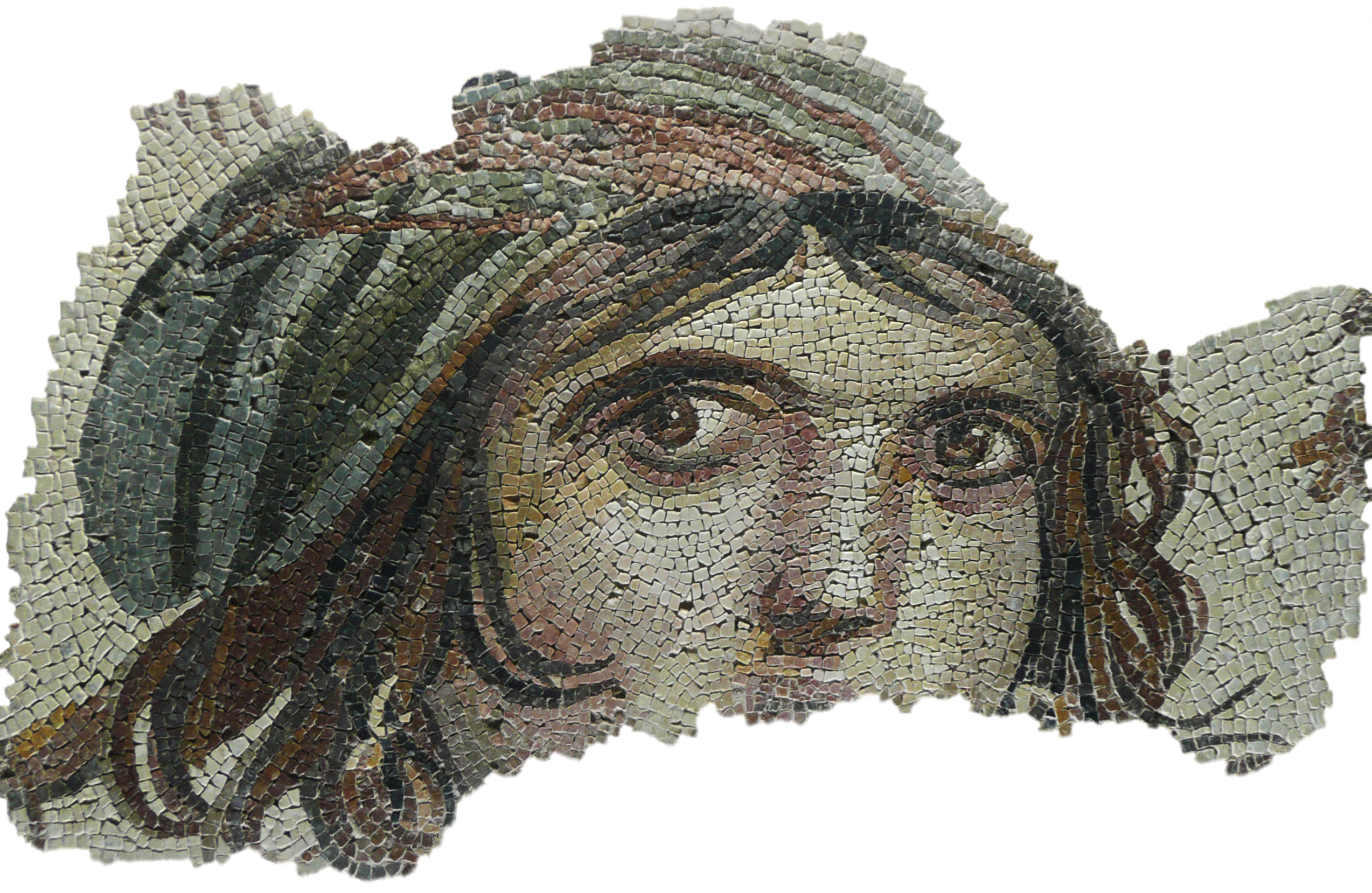
"غجرية" في متحف فيسفساء زيوغما.

متحف فيسفساء زيوغما، هو متحف في مدينة عنتاب، تركيا، ويعتبر أكبر متحف فسيفساء في العالم، ويحتوي على 1700 م2 من الفيسفساء. افتتح المتحف للعامة في 9 سبتمبر 2011.
تتركز فيسفساء المتحف حول زيوغما،والتي تأسست على يد جيش الإسكندر الأكبر. الكنوز والفيسفساء ظلت مجهولة نسبياً حتى عام 2000، عندما ظهرت القطع الأثرية في المتاحف ورسمت خطط لإقامة سدود على نهر الفرات لمزيد من الحماية لمدينة زيوغما. لا يزال هناك عدد كبير من الفسيفساء لم يكتشف بعد وفريق من الباحثين مستمر في العمل على المشروع.
المتحف بمساحة 90.000 قدم مربع ويضم صالة عرض بمساحة 7.500 قدم مربع وتجاوز المتحف الوطني بباردو في تونس كأكبر متحف فيسفساء في العالم.

## وصلات خارجية
- Over 500 pictures of the mosaics in organized galleries